# Helene Vannari
Helene Vannari (ur. 20 marca 1948 w Kilingi-Nõmme, zm. 16 marca 2022 w Tallinnie) – estońska aktorka teatralna, radiowa i filmowa.

## Biografia
Vannari urodziła się w mieście Kilingi-Nõmme w powiecie Pärnu. Jej ojciec był nauczycielem leśnictwa, a matka archiwistką. Jest jedną z dwójki rodzeństwa, miała jeszcze siostrę. Kiedy Vannari miała trzy lata, jej rodzina przeniosła się do Tartu, gdzie uczęszczała do szkół, w tym studiowała w studiu teatralnym Vanemuine, które ukończyła w 1966 roku. W wieku siedmiu lat zmarł jej ojciec, a wychowywała ją matka. W 1970 roku ukończyła Państwowe Konserwatorium w Tallinie na Wydziale Sztuk Performatywnych (obecnie Estońska Akademia Muzyki i Teatru). Podczas studiów w Państwowym Konserwatorium w Tallinie poznała i zaprzyjaźniła się z koleżanką z klasy Ene Järvis, z którą pozostały przyjaciółmi na całe życie.
Vannari wyszła za mąż za aktora Peepa Pillaka w wieku 21 lat. Mają jedną córkę, piosenkarkę Annaliisę Pillak. Para rozwiodła się w 1999 roku. Zmarła w Tallinnie 16 marca 2022 roku w wieku niespełna 74 lat.